# Zintuhi
Zintuhi era la figlia di Mezulla e nipote di Tarhunna nella mitologia ittita.